# Resveratrol

Strukturformel för resveratrol.

Resveratrol är en antioxidant och en växtpolyfenol som bildas av flera växter, bland annat i skalet på röda vindruvor och bär såsom lingon, som bildas vid skada på växten. 	

Det finns inga tydliga belägg för olika hälsoeffekter som påstås medföras av resveratrol.